# سعد بن طفلة العجمي
الدكتور سعد بن طفلة العجمي ، (1959) وزير الإعلام السابق في دولة الكويت في الفترة من (1999) ولغاية (2000).

## سيرته
هو الدكتور سعد محمد فالح بن طفلة العجمي ولد بالكويت من عام (1959) ، قبل أن يصبح وزيرا للإعلام بدولة الكويت عمل مدرساً للغة الإنجليزية في جامعة الكويت ، ومدرساً للغة العربية في جامعة مانشيستر ، وعمل مستشاراً ومترجماً فورياً بمجلس الأمة الكويتي ومديراً للمركز الإعلامي الكويتي في العاصمة البريطانية لندن وعضو في نقابة الصحفيين والمراسلين الكويتية. يعمل حالياً محاضراً في جامعة الكويت ، ويكتب في جريدة الشرق الأوسط اللندنية وعدد من الصحف الخليجية، وهو ناشر جريدة الآن الإلكترونية التي تعتبر أولى الصحف الإلكترونية في الكويت.

## المناصب والخبرات
- عمل مراقبا في بلدية الكويت.
- مارس مهنة التدريس في جامعة الكويت.
- مستشارا للشعبة البرلمانية.
- مترجما فوريا في مجلة الامة.
- ألف أول قاموس من نوعه ( عربي - إنجليزي - وبالعكس ) في المصطلحات البرلمانية.
- كاتب مقالة صحافية في جريدة الوطن وجريدة القبس.
- شارك مرارا كمحلل سياسي في إذاعة الكويت.
- مدرس في جامعة مانشستر لمدة عامين 1989 - 1991 م.
- مترجما في بلدية الكويت.
- حاصل على ليسانس في اللغة الإنجليزية من جامعة الكويت.
- حاصل على ماجستير في اللغويات من جامعة إنديانا بأمريكا عام 1983.
- حاصل على شهادة الدكتوراه من جامعة مانشستر ببريطانيا عام 1991.

## العضويات
- عضو هيئة تحرير مجلة ( الثقافة العالمية ).
- عضو جمعية اللغويين البريطانية.
- عضو لجنة إعداد برنامج قضايا وردود.

1. ↑  An article from Nato Qatar. نسخة محفوظة 11 مارس 2012 على موقع واي باك مشين.